# Stradouň
Stradouň är en ort i Tjeckien.   Den ligger i regionen Pardubice, i den centrala delen av landet, 120 km öster om huvudstaden Prag. Stradouň ligger 255 meter över havet och antalet invånare är 167.
Terrängen runt Stradouň är huvudsakligen platt, men söderut är den kuperad. Runt Stradouň är det tätbefolkat, med 266 invånare per kvadratkilometer. Närmaste större samhälle är Chrudim, 19,4 km väster om Stradouň. Trakten runt Stradouň består till största delen av jordbruksmark.